# Tensung Namgyal
Pour les articles homonymes, voir Namgyal.
Tensung Namgyal (en sikkimais : བསྟན་སྲུང་རྣམ་རྒྱལ་ ; Wylie : bstan srung rnam rgyal), né en 1644 et mort en 1700 est le deuxième chogyal (monarque) du Sikkim. 

## Biographie
Tensung Namgy succède à son père Phuntsog Namgyal en 1670 et déplace la capitale de Yuksom à Rabdentse, près de Geyzing. Il a trois épouses, une du Bhoutan, une autre du Tibet et une princesse Limbu, Thungwamukma. Après avoir établi Rabdentse comme sa nouvelle capitale, il construit un palais et demande à sa reine limbu de le dénommer, ce qu'elle fait du nom de "Song Khim", en langue limbu, "Nouveau Palais". Par après ce om devient "Sukhim" puis "Sikkim". 
Son fils Chakdor Namgyal, enfant de sa deuxième épouse, lui succède en 1700. Il a eu un dernier fils avec sa troisième femme. Bien qu'il soit peu connu, son petit-fils devient le roi d'un petit royaume à l'intérieur du royaume de son père.